# Roy Fisher
Roy Fisher (ur. 11 czerwca 1930 w Birmingham, zm. 21 marca 2017) – brytyjski pianista i poeta

## Biografia
Zdobył wykształcenie w miejscowym gimnazjum i na University of Birmingham, a potem rozpoczął pracę nauczyciela języka angielskiego. Od 1982 był z zawodu muzykiem jazzowym i pisarzem. Zmarł 21 marca 2017.

## Nagrody i wyróżnienia
- 1969:  Andrew Kelus Poetry Prize[1]
- 1978: Poetry Book Society Choice, The Thing About Joe Sullivan[1]
- 1981: Cholmondeley Award[1]
- 1982: West Midlands Arts Writing Bursary[1]
- 1986: Poetry Book Society Recommendation, A Furnace[1]
- 1983: Arts Council Writing Bursary[1]
- 1992: Society of Authors Travel Bursary[1]
- 1997: Hamlyn Award[1]
- 2003: Honorowy Poeta Miasta Birmingham[1]
- 2005: Elected Fellow of the Royal Society of Literature[1]